# Barrage d'Eğrekkaya
Le barrage d'Eğrekkaya est un barrage en Turquie. La rivière émissaire du barrage conflue avec la rivière de Bulak (Bulak Çayı, Berçin Çayı ou Öz Çayı) moins de 2 km en aval du barrage. Cette rivière rejoint la rivière de Bayındır (Bayındır Çayı) pour former la rivière de Kirmir (Kirmir Çayı). Cette dernière est un affluent du fleuve Sakarya qu'elle rejoint au niveau du lac du barrage de Sarıyar.

## Sources
- (en) www.dsi.gov.tr/tricold/egrekkay.htm Site de l'agence gouvernementale turque des travaux hydrauliques